# Libertad Lamarque
Libertad Lamarque, (Rosario, 24 november 1908 - Mexico-Stad, 12 december 2000) was een Argentijns actrice.

## Biografie
Lamarque werd in 1908 geboren in Argentinië. Haar familie verhuisde in 1922 naar Mexico, waar ze in het theater begon te werken. Voor haar carrière keerde ze terug naar Argentinië. In 1930 speelde ze in haar eerste film mee: Adíos, Argentina. In 1933 speelde ze in haar eerste geluidsfilm: ¡Tango!. In 1945 speelde ze in La cabalgata del circo naast Eva Perón. Na deze film verhuisde ze definitief naar Mexico, waar ze vanaf 1946 in 45 films zou meespelen. Haar laatste rol speelde ze in een telenovelle in 2000.
Ze overleed datzelfde jaar in Mexico-Stad.
- Bibsys: 7050083
- Biblioteca Nacional de España: XX894642
- Bibliothèque nationale de France: cb140361691 (data)
- Catàleg d'autoritats de noms i títols de Catalunya: 981060937614506706
- Gemeinsame Normdatei: 140222936
- International Standard Name Identifier: 0000 0001 2026 0537
- Library of Congress Control Number: n86052692
- MusicBrainz: 0a021b7f-5635-4bff-87c3-f8a3e9adc09a
- Nationale bibliotheek van Australië: 35122564
- Nationale Bibliotheek van Israël: 987007419839705171
- Système universitaire de documentation: 098453319
- Virtual International Authority File: 54347275
- WorldCat: E39PBJvmKRxQvF3pdKqWbhgh73